# Хлодвиг фон Хоенлое-Валденбург-Шилингсфюрст
Хлодвиг Карл Йозеф Мария фон Хоенлое-Валденбург-Шилингсфюрст (на немски: Chlodwig Karl Joseph Maria, Prinz zu Hohenlohe-Waldenburg-Schillingsfürst; * 1 януари 1848, Купферцел; † 8 януари 1929, Будапеща) е австро-унгарски благородник, принц от Хоенлое-Валденбург-Шилингсфюрст.

## Произход
Той е по-малък син (6 дете) на 5. княз Фридрих Карл I Йозеф фон Хоенлое-Валденбург-Шилингсфюрст (1814 – 1884) и принцеса Тереза Амалия Юдита фон Хоенлое-Шилингсфюрст (1816 – 1891), дъщеря на княз Франц Йозеф фон Хоенлое-Шилингсфюрст (1787 – 1841) и принцеса Каролина Фридерика Констанца фон Хоенлое-Лангенбург (1792 – 1847). Най-големите му братя са Николаус (1841 – 1886), 6. княз на Хоенлое-Валденбург-Шилингсфюрст, и Фридрих Карл II/III (1846 – 1924), 7. княз на Хоенлое-Валденбург-Шилингсфюрст.

## Фамилия
Първи брак: на 15 януари 1877 г. във Виена с графиня Мария Франциска Анна Терезия Хедвиг Естерхази де Галанта (* 24 септември 1856, Виена; † 10 януари 1884, Абация), дъщеря на граф Мориц! Миклос Мария Галанта и Естерхази (1807 – 1890) и принцеса Мария Анна Поликсена Лудмила фон Лобковиц (1830 – 1913). Те имат шест деца:
- дете фон Хоенлое-Валденбург
- Николаус Мориц Алойз Хубертус Мария фон Хоенлое-Валденбург (* 3 ноември 1877, Будапеща; † 21 февруари 1948, дворец Лигист), неженен
- Фридрих Франц Августин Мария фон Хоенлое-Валденбург-Шилингсфюрст (* 15 февруари 1879, Будапеща; † 24 май 1958, Куритиба, Бразилия), женен I. (морг.) на 12 май 1914 г. в Лондон за Стефани Мария Вероника Юлиана Рихтер (* 16 септември 1891, Виена; † 13 юни 1972, Женева), II. на 6 декември 1920 г. в Будапеща за графиня Емануела Каталин Борбала Илона Батхиани фон Немет-Ужвар (* 11 април 1883, Икервар; † 13 декември 1964, Куритиба, Бразилия)

- Анна Мария Сара Франциска Николета Маделайна фон Хоенлое-Валденбург-Шилингсфюрст (* 4 декември 1880, Загх; † 10 юни 1908, Велке Мецирици/Гросмезерич, Моравия), омъжена на 30 юни 1902 г. във Виена за граф Франц Мария Алфред фон Харах-Рорау-Танхаузен (* 26 юли 1870, Траункирхен; † 14 май 1937, Иглау, Мерания)
- Карл-Егон Йохан Непомук Йозеф Мария фон Хоенлое-Валденбург (* 4 май 1882, Загх; † 24 юли 1971, Буенос Айрес), женен (морг.) на 20 януари 1923 г. в Будапеща за Едит Неверии ес веребелий Газпар (* 31 юли 1895, Фежер/Щулвайсенбург; † 9 август 1964, Буенос Айрес); имат две деца
- Мария фон Хоенлое-Валденбург (* 17 август 1883, Загх; † 23 декември 1896, Загх), неомъжена

Втори брак: на 2 март 1890 г. в Будапеща с графиня Саролта Майлат де Сзекхели (* 16 октомври 1856, Пецс/Фюнфкирхен; † 15 юни 1928, Будапеща), дъщеря на граф Гоорги Сзекхели-Майлат (1818 – 1883) и Стефани Хилепранд фон Прандау (1831/1832 - 1914). Те имат една дъщеря:
- Стефани фон Хоенлое-Валденбург (* 7 януари 1892, Меран; † 15 май 1894, Цзигмондхаца), неомъжена